# Římskokatolická farnost – arciděkanství Pardubice
Římskokatolická farnost – arciděkanství Pardubice je územním společenstvím římských katolíků v pardubickém vikariátu královéhradecké diecéze.

## O farnosti

### Historie
Historie pardubické farnosti je velice úzce provázána s historií města. První zmínka o městě je z listu papeže Bonifáce VIII., datovaného rokem 1295. List zmiňuje mimo jiné i stav duchovní správy v místě. Uvádí klášter cyriaků, který stával při kostele sv. Bartoloměje v místech, kde byla později vystavěna fara. Působení cyriaků v místě násilně ukončili husité v roce 1421. Kostel svatého Bartoloměje nechal v roce 1507 velkoryse opravit a přestavět majitel pardubického panství, Vilém II. z Pernštejna.
V roce 1612 byla pardubická farnost povýšena na děkanství. V roce 1710 byl na místě původní dřevěné kaple vystavěn barokní kostel Panny Marie Bolestné, pro nějž se vžilo lidové označení Kostelíček. Roku 1934 se z pardubického děkanství stalo arciděkanství. Ve 20. století byl Kostelíček předán řeckokatolíkům.

### Duchovní správci
- 1970–1991 R.D. Oldřich Henych (12. 1. 1920 - 28. 5. 1994) (administrátor)
- 1991–1995 R.D. Antonín Kindermann (18. 1. 1933 - 26. 5. 1995) (arciděkan)
- 1995–1998 R.D. ICLic. Mgr. Karel Moravec (administrátor)
- 1998–2001 R.D. Jaromír Bartoš (arciděkan)
- 2001–2005 Mons. Josef Kajnek (administrátor)
- 2005–2022  R.D. Mgr. Antonín Forbelský (arciděkan)
- 2022 - současnost R.D. Bc.Th. Jan Uhlíř (arciděkan)

Farnost má sídelního duchovního správce, který je zároveň administrátorem ex currendo ve farnostech Mikulovice, Třebosice a Rosice nad Labem. Ve farnosti dále působí dva farní vikáři, několik trvalých jáhnů a při kostele sv. Václava komunita Salesiánů Dona Bosca (v této komunitě jsou tři kněží). Pastorací vysokoškolské mládeže ve městě je pověřen R.D. Radek Martinek, duchovní správce v blízkých Holicích.
| Kostel                         | Místo           | Bohoslužba                                | Bohoslužba                                                           | Poznámka                    |
| ------------------------------ | --------------- | ----------------------------------------- | -------------------------------------------------------------------- | --------------------------- |
| Kostel sv. Bartoloměje         | Pardubice       | neděle pondělí středa pátek               | 7.00; 9.00; 19.00 18.00                                              | farní kostel                |
| Kostel Panny Marie Bolestné    | Pardubice       | neděle pátek                              | 10.00 (byzantský ritus) 16.00 v zimě, 18.00 v létě (byzantský ritus) | filiální kostel             |
| Kostel Zvěstování Panny Marie  | Pardubice       | neděle                                    | 10.00 (jen od září do června)                                        | filiální kostel             |
| Kostel sv. Jana Křtitele       | Pardubice       | pondělí úterý středa čtvrtek pátek sobota | 6.30 6.30; 18.00 6.30 6.30; 18.00 6.30 6.30; 18.00                   | filiální kostel             |
| Kostel sv. Václava             | Pardubice       | neděle středa čtvrtek pátek               | 8.30; 10.00 17.00 (jen ve školním roce) 18.30                        | kostel kongregace salesiánů |
| Oratorium                      | Pardubice       | středa                                    | 14.30 (mimo červenec a srpen)                                        | v Krajské nemocnici         |
| Kaple Nejsvětější Trojice      | Pardubice       | neslouží se pravidelně                    | neslouží se pravidelně                                               | kaple                       |
| Kaple                          | Pardubice-zámek | neslouží se pravidelně                    | neslouží se pravidelně                                               | zámecká kaple               |
| Kostel sv. Jiljí               | Pardubičky      | neděle                                    | 17.00                                                                | filiální kostel             |
| Kostel Nanebevzetí Panny Marie | Spojil          | neslouží se pravidelně                    | neslouží se pravidelně                                               | filiální kostel             |
| Kostel Narození Panny Marie    | Svítkov         | sobota                                    | 16.00                                                                | filiální kostel             |

## Společenství

### Vysokoškolské katolické společenství
VKS UPCE je společenstvím mladých lidí, kteří se schází každou středu v semestru v 19.30 při mši svaté v kostele sv. Bartoloměje a následně pokračují programem v prostorách přilehlé fary. Povídáme nejen o Bohu, máme různé přednášky, diskuse, zamyšlení, hry...